# محمد اليوسفي
محمد اليوسفي  (1991 المغرب) هو لاعب كرة قدم مغربي.

## روابط خارجية
- محمد اليوسفي على موقع الاتحاد الدولي (مؤرشف)  (الإنجليزية)
- محمد اليوسفي على موقع قاعدة بيانات كرة القدم.إي يو (الإنجليزية)
- محمد اليوسفي على موقع ناشيونال فوتبول تيمز (الإنجليزية)
- محمد اليوسفي على موقع AS.com (الإسبانية)